# Cá gai biển
Cá gai biển, tên khoa học Spinachia spinachia, là một loài cá gai mà sống trong nước ngọt và nước lợ môi trường của vùng đông bắc Đại Tây Dương. Loài này là loài cá gai lớn nhất, phát triển đến chiều dài 22 cm (8,7 in). Chúng là thành viên duy nhất được biết đến trong chi Spinachia.
Loài này không có lợi ích thương mại.